# Nattoralik
Nattoralik [ˈnatːɔʁalik] (nach alter Rechtschreibung Nagtoralik) ist eine wüst gefallene grönländische Siedlung im Distrikt Kangaatsiaq in der Kommune Qeqertalik.

## Lage
Nattoralik befindet sich knapp zwei Kilometer ostsüdöstlich von Ikerasaarsuk am Fjord Ataneq.

## Geschichte
Nattoralik wurde erst nach 1865 erstmals besiedelt. Zwischenzeitlich war der Ort immer wieder unbewohnt. Ab 1902 war er das letzte Mal durchgehend besiedelt. 1915 hatte Nattoralik 23 Einwohner, die in zwei Häusern lebten. Es gab sechs Jäger und untypischerweise lehrte eine Frau die Kinder. 1927 wurde Nattoralik erneut aufgegeben und die Bewohner nach Ikerasaarsuk gebracht. Es handelte sich um eine Zwangsumsiedlung, die eigentlich nicht vorkommen sollte. Daher wurde 1928 in Grønlands Landsråd diskutiert, wie die Bewohner entschädigt werden könnten. Es wurde entschieden, dass Timotheus Inûsugtoĸ 50 Kronen für sein Haus bekommen sollte.

## Söhne und Töchter
- Isak Siegstad (1898–1943), Katechet und Landesrat